# Le Vrai Journal
Le Vrai Journal est une émission de télévision présentée par Karl Zéro et produite par Michel Malaussena et Karl Zéro sur Canal+ en clair le dimanche de 12 h 40 à 13 h 30 de septembre 1996 à mai 2006. C'était un journal qui avait pour ambition de révéler ce que les autres journaux télévisés français passaient sous silence. Il mélangeait reportages journalistiques classiques, réalisés le plus souvent par l'agence CAPA, et sketches réalisés avec trucage, auxquels participait souvent Daisy d'Errata, la femme de Karl Zéro. L'émission comprenait aussi un entretien avec une personnalité que Karl Zéro cherchait à tutoyer. Karl Zéro finissait toutes les émissions par sa célèbre formule « Rendez-vous dimanche prochain ... Et d'ici là, méfiez-vous des contrefaçons ».

## Controverses
Quelques semaines après le lancement de l'émission, la diffusion le 27 octobre 1996 d'un sketch intitulé « Peuple fiction », parodie du film Pulp Fiction, montrant notamment l'assassinat du président de la République, provoque la réaction du Conseil supérieur de l'audiovisuel. La chaîne décide de suspendre l'émission pendant tout le mois de novembre.
En juin 2003, avec l'accord de sa chaîne, il relaie sans vérification les accusations du tueur en série Patrice Alègre et de deux anciennes prostituées, qui affirment que différents notables de Toulouse, dont l'ancien maire et président du CSA Dominique Baudis, seraient mêlés à un réseau sado-masochiste, qui aurait couvert des viols, des tortures et des meurtres. Patrice Alègre et les ex-prostituées reviennent ensuite sur ces accusations, et la justice a depuis innocenté les personnalités mises en cause. Il apparaît également que Karl Zéro a versé 15 000 euros à l'une des ex-prostituées pour obtenir son interview. Ces manquements à la déontologie journalistique sont largement commentés, et Dominique Baudis souligne son rôle, ainsi que celui de Canal +, dans Face à la calomnie, son livre paru à propos de cette affaire. Toutes les poursuites judiciaires contre l'animateur se sont soldées par des non-lieux[réf. nécessaire].
D'autres reportages ont entraîné des polémiques en 1999 et 2000 comme celui sur la prétendue acquisition d'une « bombe sale » en Bulgarie, la couverture du démontage du McDonald's de Millau ou la série de reportages sur le McDonald's de Quevert avec la détention du journaliste Victor Robert par la police antiterroriste.

## Fin de l'émission
Débutée en 1996, l'émission est arrêtée au printemps 2006, à la suite du licenciement de Karl Zéro par Canal+. Son audience en dix saisons ne s'est jamais démentie : 10 % de part de marché, 3 points d'audience, soit 1,5 million de téléspectateurs chaque dimanche. Il est devenu le référent de toutes les personnalités politiques qui veulent « parler aux jeunes ». Canal+ dit avoir subi de nombreuses pressions du monde politique afin de revenir sur sa décision d'arrêter Le Vrai Journal. Libération croyait en particulier pouvoir citer Laurent Fabius, Nicolas Sarkozy et Dominique Strauss-Kahn. Les spectateurs eux aussi ont cherché à soutenir l'émission, entre autres par une pétition.